# Mosquée Sidi El Hari
La mosquée Sidi El Hari (arabe : مسجد سيدي الحاري) est une ancienne mosquée tunisienne, qui n'existe plus de nos jours et qui était située au nord-est de la médina de Tunis.

## Localisation
Elle se trouvait sur la rue Sidi El Hari, près de Bab Cartagena, l'une des portes de la médina, disparue de nos jours. 

## Étymologie
Elle tire son nom du saint homme Sidi El Hari dont la zaouïa est un monument classé. 

## Histoire
Cet édifice était destiné aux adeptes de la tariqa des Aïssawa.